# 泽洛苏里戈内
泽洛苏里戈内（義大利語：Zelo Surrigone），是意大利米兰省的一个市镇。总面积4平方公里，人口1187人，人口密度296.8人/平方公里（2009年）。国家统计（ISTAT）代码为015246。